# Ivoševci
Ivoševci är en ort i Kroatien.   Den ligger i länet Šibenik-Knins län, i den södra delen av landet, 200 km söder om huvudstaden Zagreb. Ivoševci ligger 251 meter över havet och antalet invånare är 359.
Terrängen runt Ivoševci är platt åt sydost, men åt nordväst är den kuperad. Runt Ivoševci är det ganska glesbefolkat, med 45 invånare per kvadratkilometer. Närmaste större samhälle är Knin, 16,6 km öster om Ivoševci. Omgivningarna runt Ivoševci är en mosaik av jordbruksmark och naturlig växtlighet.